# Ernest d'Oettingen-Wallerstein
 (avril 2019).
Si vous disposez d'ouvrages ou d'articles de référence ou si vous connaissez des sites web de qualité traitant du thème abordé ici, merci de compléter l'article en donnant les références utiles à sa vérifiabilité et en les liant à la section « Notes et références ».
Ernest d'Oettingen-Wallerstein (Wallerstein (Saint-Empire), 24 octobre 1584 - Baldern (Saint-Empire) 18 mai 1626 est un comte d'Oettingen-Baldern.

## Biographie
Il est le fils de Guillaume II d'Oettingen-Wallerstein et de Jeanne de Hohenzollern.
Il épouse Catherine von Helfenstein le 21 septembre 1608. Ils ont trois enfants :
- Marie-Madeleine d'Oettingen (1619 - 1688).
- Marguerite-Anne d'Oettingen-Baldern (décédée le 19 juin 1684).
- Frédéric-Guillaume-Ernest d'Oettingen-Baldern comte d'Oettingen-Katzenstein (1618 - 1677).